# Llista de municipis del districte de Nové Mesto nad Váhom
Llista de tots els municipis del districte de Nové Mesto nad Váhom de la regió de Trenčín.
Informació actualitzada per un bot. Els canvis manuals es perdran quan s'actualitzi!
| Escut | Municipi                | Població | Superfície km² | Densitat | Altitud | Codi postal              | Codi territorial | Dades a Wikidata              |
| ----- | ----------------------- | -------- | -------------- | -------- | ------- | ------------------------ | ---------------- | ----------------------------- |
|       | Beckov                  | 1.458    | 28,6           | 50,93    | 190     | 916 38                   | SK0224505846     | Modifica les dades a Wikidata |
|       | Bošáca                  | 1.321    | 19,6           | 67,41    | 330     | 913 07                   | SK0224505871     | Modifica les dades a Wikidata |
|       | Brunovce                | 638      | 5,8            | 109,6    | 172     | 916 25 (pošta Potvorice) | SK0224505889     | Modifica les dades a Wikidata |
|       | Bzince pod Javorinou    | 2.024    | 33,5           | 60,36    | 292     | 916 11                   | SK0224505897     | Modifica les dades a Wikidata |
|       | Dolné Srnie             | 984      | 8,8            | 111,97   | 222     | 916 41                   | SK0224505951     | Modifica les dades a Wikidata |
|       | Haluzice                | 94       | 3,8            | 24,47    | 266     | 913 07 (pošta Bošáca)    | SK0224556424     | Modifica les dades a Wikidata |
|       | Horná Streda            | 1.420    | 9,8            | 144,51   | 169     | 916 24                   | SK0224506001     | Modifica les dades a Wikidata |
|       | Hrachovište             | 644      | 9,2            | 69,97    | 210     | 916 16 (pošta Krajné)    | SK0224506061     | Modifica les dades a Wikidata |
|       | Hrádok                  | 784      | 24,1           | 32,48    | 190     | 916 33                   | SK0224506052     | Modifica les dades a Wikidata |
|       | Hôrka nad Váhom         | 789      | 18,3           | 43,07    | 197     | 916 32                   | SK0224505994     | Modifica les dades a Wikidata |
|       | Kočovce                 | 1.845    | 15,3           | 120,44   | 183     | 916 31                   | SK0224506125     | Modifica les dades a Wikidata |
|       | Kálnica                 | 995      | 26,4           | 37,68    | 223     | 916 37                   | SK0224506109     | Modifica les dades a Wikidata |
|       | Lubina                  | 1.505    | 29,4           | 51,13    | 313     | 916 12                   | SK0224506184     | Modifica les dades a Wikidata |
|       | Lúka                    | 734      | 17,4           | 42,17    | 174     | 916 33 (pošta Hrádok)    | SK0224506206     | Modifica les dades a Wikidata |
|       | Modrovka                | 228      | 3,2            | 72,16    | 171     | 916 35 (pošta Modrová)   | SK0224506257     | Modifica les dades a Wikidata |
|       | Modrová                 | 472      | 11,7           | 40,43    | 204     | 916 35                   | SK0224506249     | Modifica les dades a Wikidata |
|       | Moravské Lieskové       | 2.540    | 36,4           | 69,74    | 301     | 916 42                   | SK0224506265     | Modifica les dades a Wikidata |
|       | Nová Bošáca             | 1.001    | 33,4           | 29,93    | 302     | 913 08                   | SK0224506303     | Modifica les dades a Wikidata |
|       | Nová Lehota             | 192      | 18,2           | 10,54    | 428     | 916 35 (pošta Modrová)   | SK0224506311     | Modifica les dades a Wikidata |
|       | Nová Ves nad Váhom      | 564      | 12,1           | 46,57    | 181     | 916 31 (pošta Kočovce)   | SK0224556459     | Modifica les dades a Wikidata |
|       | Nové Mesto nad Váhom    | 19.257   | 32,6           | 591,02   | 195     | 915 01                   | SK0224506338     | Modifica les dades a Wikidata |
|       | Očkov                   | 493      | 4,9            | 99,86    | 166     | 916 22 (pošta Podolie)   | SK0224506346     | Modifica les dades a Wikidata |
|       | Pobedim                 | 1.111    | 8,6            | 129,04   | 167     | 916 23                   | SK0224506401     | Modifica les dades a Wikidata |
|       | Podolie                 | 1.923    | 17,3           | 111,37   | 188     | 916 22                   | SK0224506427     | Modifica les dades a Wikidata |
|       | Potvorice               | 714      | 4              | 176,53   | 174     | 916 25                   | SK0224506435     | Modifica les dades a Wikidata |
|       | Považany                | 1.226    | 8,7            | 140,14   | 176     | 916 26                   | SK0224506443     | Modifica les dades a Wikidata |
|       | Stará Lehota            | 176      | 16,2           | 10,89    | 337     | 916 35 (pošta Modrová)   | SK0224506516     | Modifica les dades a Wikidata |
|       | Stará Turá              | 8.259    | 50,9           | 162,13   | 279     | 916 01                   | SK0224506524     | Modifica les dades a Wikidata |
|       | Trenčianske Bohuslavice | 915      | 6,4            | 142,86   | 198     | 913 07 (pošta Bošáca)    | SK0224506583     | Modifica les dades a Wikidata |
|       | Vaďovce                 | 743      | 11,1           | 66,85    | 228     | 916 13 (pošta Kostolné)  | SK0224506630     | Modifica les dades a Wikidata |
|       | Višňové                 | 161      | 5,5            | 29,17    | 220     | 916 16 (pošta Krajné)    | SK0224506672     | Modifica les dades a Wikidata |
|       | Zemianske Podhradie     | 769      | 8,2            | 93,43    | 244     | 913 07 (pošta Bošáca)    | SK0224556441     | Modifica les dades a Wikidata |
|       | Čachtice                | 3.605    | 32,6           | 110,69   | 203     | 916 21                   | SK0224505901     | Modifica les dades a Wikidata |
|       | Častkovce               | 1.719    | 7,6            | 227,05   | 177     | 916 27                   | SK0224505919     | Modifica les dades a Wikidata |